# Вољчинце
Вољчинце је насеље у Србији у општини Житорађа у Топличком округу. Према попису из 2022. било је 705 становника (према попису из 1991. било је 993 становника).

## Демографија
У насељу Вољчинце живи 741 пунолетни становник, а просечна старост становништва износи 44,5 година (45,0 код мушкараца и 44,0 код жена). У насељу има 201 домаћинство, а просечан број чланова по домаћинству је 3,51.
Ово насеље је великим делом насељено Србима (према попису из 2002. године).
|  |

| Демографија | Демографија | Демографија |
| Година      | Становника  | Становника  |
| ----------- | ----------- | ----------- |
| 1948.       | 969         |             |
| 1953.       | 996         |             |
| 1961.       | 1.029       |             |
| 1971.       | 975         |             |
| 1981.       | 959         |             |
| 1991.       | 993         | 991         |
| 2002.       | 937         | 945         |
| 2011.       | 888         |             |
| 2022.       | 705         |             |

| Етнички састав према попису из 2002.‍ | Етнички састав према попису из 2002.‍ | Етнички састав према попису из 2002.‍ | Етнички састав према попису из 2002.‍ | Етнички састав према попису из 2002.‍ |
| ------------------------------------ | ------------------------------------ | ------------------------------------ | ------------------------------------ | ------------------------------------ |
|                                      |                                      |                                      |                                      |                                      |
| Срби                                 | Срби                                 |                                      | 854                                  | 91,14%                               |
| Роми                                 | Роми                                 |                                      | 66                                   | 7,04%                                |
| непознато                            | непознато                            |                                      | 15                                   | 1,60%                                |

| Година пописа     | 1948. | 1953. | 1961. | 1971. | 1981. | 1991. | 2002. |
| ----------------- | ----- | ----- | ----- | ----- | ----- | ----- | ----- |
| Број домаћинстава | 119   | 139   | 171   | 203   | 219   | 238   | 234   |

| Број чланова      | 1  | 2  | 3  | 4  | 5  | 6  | 7  | 8 | 9 | 10 и више | Просек |
| ----------------- | -- | -- | -- | -- | -- | -- | -- | - | - | --------- | ------ |
| Број домаћинстава | 19 | 44 | 32 | 37 | 48 | 37 | 13 | 3 | 1 | 0         | 4,00   |

| Пол    | Укупно | Неожењен/Неудата | Ожењен/Удата | Удовац/Удовица | Разведен/Разведена | Непознато |
| ------ | ------ | ---------------- | ------------ | -------------- | ------------------ | --------- |
| Мушки  | 401    | 96               | 275          | 29             | 1                  | 0         |
| Женски | 382    | 52               | 275          | 49             | 6                  | 0         |
| УКУПНО | 783    | 148              | 550          | 78             | 7                  | 0         |

| Пол    | Укупно                    | Пољопривреда, лов и шумарство | Рибарство                            | Вађење руде и камена | Прерађивачка индустрија       |
| ------ | ------------------------- | ----------------------------- | ------------------------------------ | -------------------- | ----------------------------- |
| Мушки  | 208                       | 56                            | 0                                    | 0                    | 46                            |
| Женски | 72                        | 45                            | 0                                    | 0                    | 9                             |
| УКУПНО | 280                       | 101                           | 0                                    | 0                    | 55                            |
| Пол    | Производња и снабдевање   | Грађевинарство                | Трговина                             | Хотели и ресторани   | Саобраћај, складиштење и везе |
| Мушки  | 2                         | 24                            | 15                                   | 8                    | 15                            |
| Женски | 0                         | 0                             | 6                                    | 1                    | 0                             |
| УКУПНО | 2                         | 24                            | 21                                   | 9                    | 15                            |
| Пол    | Финансијско посредовање   | Некретнине                    | Државна управа и одбрана             | Образовање           | Здравствени и социјални рад   |
| Мушки  | 2                         | 5                             | 11                                   | 2                    | 5                             |
| Женски | 0                         | 0                             | 0                                    | 4                    | 7                             |
| УКУПНО | 2                         | 5                             | 11                                   | 6                    | 12                            |
| Пол    | Остале услужне активности | Приватна домаћинства          | Екстериторијалне организације и тела | Непознато            | Непознато                     |
| Мушки  | 4                         | 0                             | 0                                    | 13                   | 13                            |
| Женски | 0                         | 0                             | 0                                    | 0                    | 0                             |
| УКУПНО | 4                         | 0                             | 0                                    | 13                   | 13                            |